# 川下雄司
川下 雄司（かわした ゆうじ、1948年11月24日 - ）は、日本の経営者。丸井社長を務めた。香川県出身。

## 経歴
1971年に日本大学商学部を卒業し、同年に丸井に入社。
2000年4月に取締役に就任し、常務を経て、2007年6月に専務に就任。2009年3月から2011年4月までに社長を務めた。